# Phare de Covesea Skerries
Le phare de Covesea Skerries est un phare construit au sommet d'un petit promontoire sur la côte sud de la baie de Moray Firth à Covesea, près de Lossiemouth, dans l'ancien comté de Moray (maintenant dans le Grampian, au nord-est de l'Écosse. Il est un monument classé du Royaume-Uni de catégorie A.
Ce phare était géré par le Northern Lighthouse Board (NLB) à Édimbourg,l'organisation de l'aide maritime des côtes de l'Écosse.

## Histoire
À la suite d'une tempête dans le Moray Firth en novembre 1826, durant laquelle 16 navires ont fait naufrage, des demandes ont été faites pour la construction du phare de Tarbat Ness, sur la côte opposée, et à Covesea Skerries. Les Commissaires of Northern Light Houses (précurseurs de la NLB) et Trinity House ont estimé qu'un phare à Covesea n'était pas nécessaire, contrairment à l'opinion publique. De nombreuses lettres et pétitions leur ont été remises et, finalement, la demande a été prise en compte en cherchant le meilleur emplacement. Ils ont recommandé un phare sur Halliman Skerries qui a été construit en 1845, et en 1846, celui de Covesea Skerries a été réalisé. Le phare a été conçu et réalisé par l'ingénieur écossais Alan Stevenson, un membre de la dynastie Stevenson et l'oncle du romancier Robert Louis Stevenson. A cause des turbulences dues aux tempêtes sur la tour celle-ci été abaissée en 1907.
En 1984, le phare a été automatisé et contrôlé à distance par le bureau de Northern Lighthouse Board à Édimbourg. La lentille d'origine qui tournait grâce à un mécanisme avec des poids est exposée au Lossiemouth Fisheries and Community Museum. Le feu a été éteint le 2 mars 2012, et remplacé par une balise navigation radar à l'extrémité nord-est de Halliman Skerries le 21 février 2012.

## Covesea Lighthouse Community Company Limited
À la suite de la mise hors service du phare le 2 mars 2012, il a été proposé à la vente avec la reconnaissance de monument classé. En juillet 2012, le Northern Lighthouse Board a reçu une notification du gouvernement écossais selon laquelle la Covesea Lighthouse Community Company Limited voulait en devenir l'acquéreur et développer le site du phare pour le tourisme.
La Covesea Lighthouse Community Company a réussi à obtenir une subvention majeure du Scottish Land Fund et, le 4 avril 2013, le Northern Lighthouse Board a vendu l'ensemble de la station à Covesea Lighthouse Community Company. Le projet est maintenant de développer ce point de repère emblématique comme centre touristique majeur pour promouvoir le patrimoine local, la faune et l'environnement unique de la région et ses liens avec la base aérienne de la Royal Air Force de Lossiemouth.

### Lien connexe
- Liste des phares en Écosse